# Kristján Emilsson
Kristján Gauti Emilsson (Gotemburgo, 26 de abril de 1993) es un exfutbolista islandés que jugaba como centrocampista o delantero.

## Carrera

### FH
Kristján Gauti comenzó en FH Hafnarfjörður, para el cual debutó en el primer equipo en la Úrvalsdeild en 2009. Desde enero de 2010 jugó, tras una prueba en la que se ganó un contrato de tres años, en Inglaterra con Liverpool FC. Allí jugó hasta mediados de 2012 en las categorías juveniles. Kristján regresó luego al FH donde se consolidó en el primer equipo.

### N.E.C.
El 23 de julio de 2014, el N.E.C. holandés anunció que el islandés había acordado un contrato por tres temporadas con el club. El 3 de abril de 2015 fue campeón en la Eerste divisie con N.E.C. gracias a una victoria por 1-0 sobre Sparta Rotterdam. Después de ser relegado al equipo de reservas en octubre de 2015, su contrato fue rescindido el 5 de enero de 2016. Dejó el fútbol profesional y comenzó a estudiar cine. Posteriormente se dedicó al turismo.

### Regreso al FH
En junio de 2020, Kristján Gauti regresó al fútbol con su antiguo club FH. Este regreso no tuvo éxito. Kristján Gauti jugó solo en dos partidos de liga y en un partido de copa. Se retiró nuevamente después de la temporada 2020.

## Estadísticas de Club
| Temporada | Club                             | Competición    | Competición | Competición | Copa  | Copa  | Otros | Otros | Total | Total |
| Temporada | Club                             | Competición    | Part.       | Goles       | Part. | Goles | Part. | Goles | Part. | Goles |
| --------- | -------------------------------- | -------------- | ----------- | ----------- | ----- | ----- | ----- | ----- | ----- | ----- |
| 2009      | Club Gimnástico de Hafnarfjörður | Úrvalsdeild    | 3           | 0           | 0     | 0     | 0     | 0     | 3     | 0     |
| 2010      | Club Gimnástico de Hafnarfjörður | Úrvalsdeild    | 0           | 0           | 0     | 0     | 0     | 0     | 0     | 0     |
| 2011      | Club Gimnástico de Hafnarfjörður | Úrvalsdeild    | 0           | 0           | 0     | 0     | 0     | 0     | 0     | 0     |
| 2012      | Club Gimnástico de Hafnarfjörður | Úrvalsdeild    | 9           | 1           | 0     | 0     | 0     | 0     | 9     | 1     |
| 2013      | Club Gimnástico de Hafnarfjörður | Úrvalsdeild    | 16          | 0           | 8     | 2     | 6     | 0     | 30    | 2     |
| 2014      | Club Gimnástico de Hafnarfjörður | Úrvalsdeild    | 9           | 5           | 5     | 7     | 3     | 3     | 17    | 15    |
| 2014/15   | NEC Nimega                       | Eerste Divisie | 11          | 2           | 0     | 0     | 0     | 0     | 11    | 2     |
| 2015/16   | NEC Nimega                       | Eredivisie     | 3           | 0           | 0     | 0     | 0     | 0     | 3     | 0     |
| 2020      | Club Gimnástico de Hafnarfjörður | Úrvalsdeild    | 2           | 0           | 1     | 0     | 0     | 0     | 3     | 0     |
| Total     | Total                            | Total          | 53          | 8           | 14    | 9     | 9     | 3     | 76    | 20    |

## Internacional
Kristján Gauti jugó para las selecciones juveniles de Islandia y en junio de 2014 fue convocado por primera vez para la selección de fútbol de Islandia, pero no debutó.

## Palmarés
FH
- Campeón Úrvalsdeild

2009, 2012
- Copa de Islandia

2009, 2013
 N.E.C.
- Campeón Eerste Divisie

2014/15